# Dorfkirche Golzen

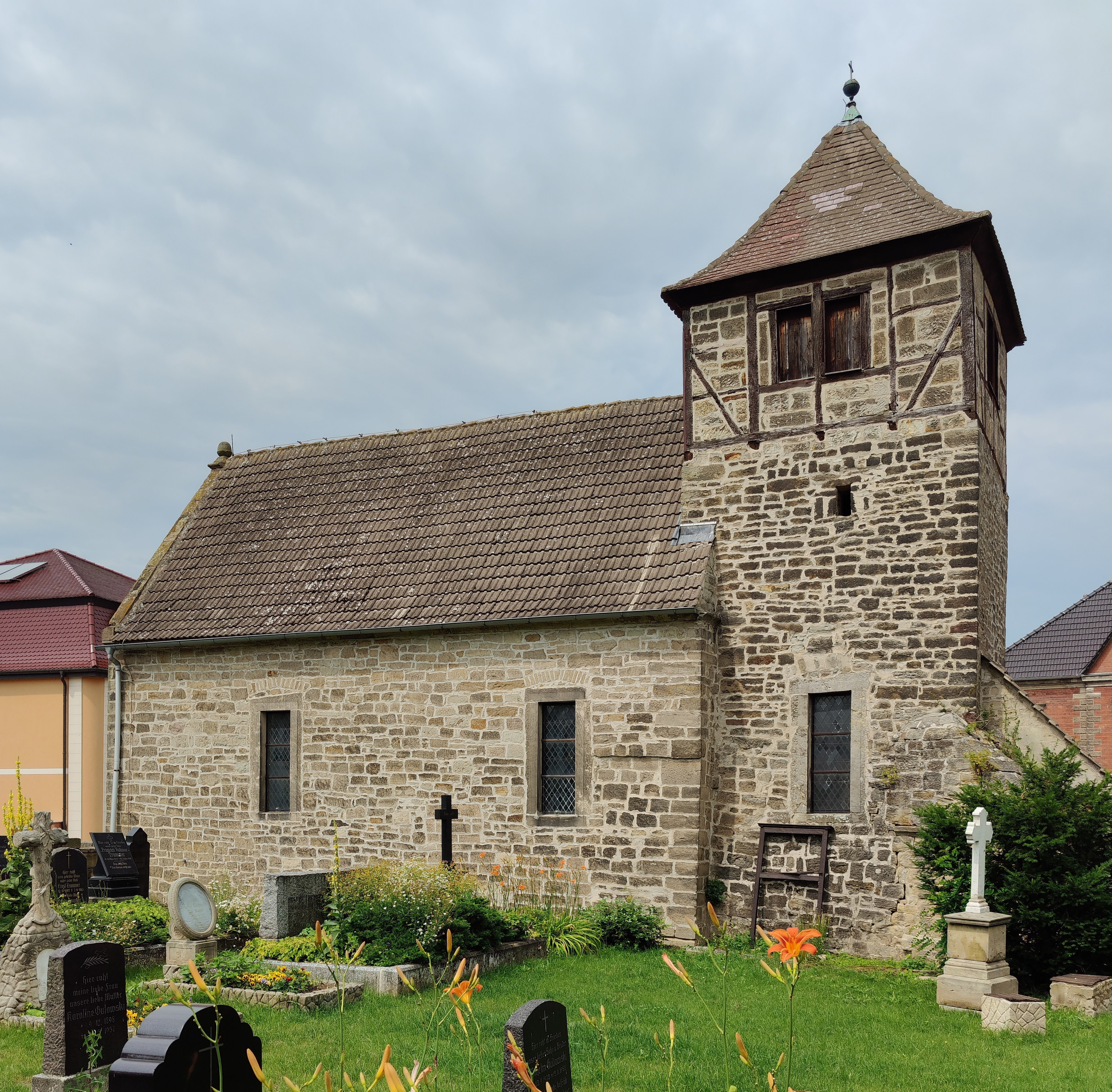
Dorfkirche Golzen

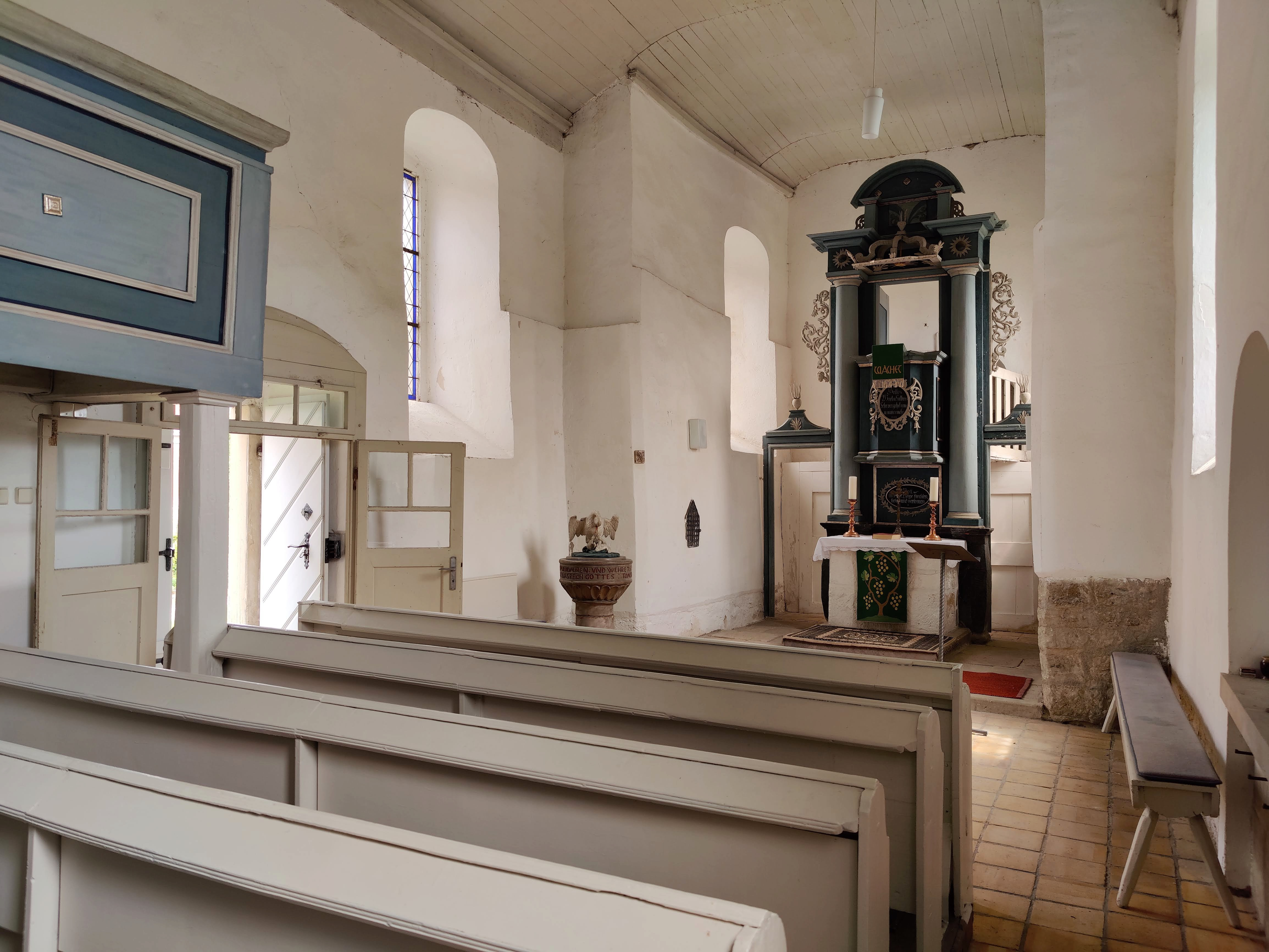
Innenansicht

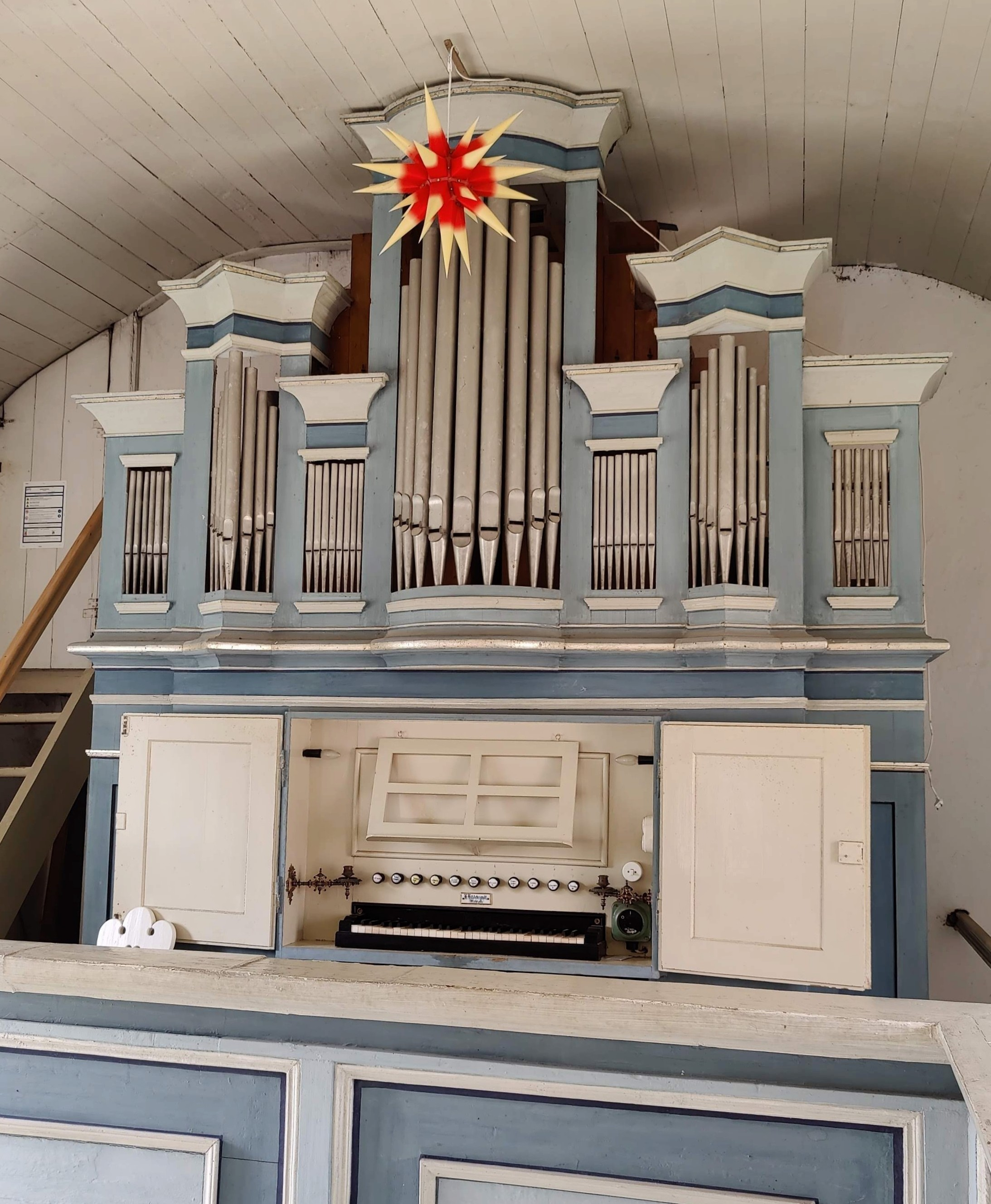
Orgel

Die evangelische Dorfkirche Golzen (offiziell: Unser Guter Hirte) ist eine barocke Saalkirche mit mittelalterlichem Chorturm im Ortsteil Golzen von Bad Bibra im Burgenlandkreis in Sachsen-Anhalt. Sie gehört zum Pfarrbereich Laucha im Kirchenkreis Naumburg-Zeitz der Evangelischen Kirche in Mitteldeutschland.

## Geschichte und Architektur
Die evangelische Kirche „Unser guter Hirte“ wurde im Jahr 1722 unter Verwendung eines mittelalterlichen Chorturms mit einem Fachwerkaufsatz eingreifend umgebaut. Die Nordseite der Kirche erhielt ein neues barockes Hauptportal mit einem gesprengten Giebel, in der Mitte eine Wappenkartusche, welche mit einem aufgesetzten Kreuz verziert ist. Die Inschrift ist 1722, darüber das Wappen derer von Rockhausen und die Buchstaben G.F.v.R. und C.G.v.R. Die Buchstaben beziehen sich auf Georg Friedrich von Rockhausen, Major und Besitzer des Mittelhofes von Kirchscheidungen, und seinen Bruder Leutnant Christian Gottfried von Rockhausen.

## Ausstattung
Der Kanzelaltar ist ein Werk aus dem Jahr 1753 mit seitlichen Durchgängen und einem geschnitzten Wappen. Der Taufstein aus dem 16. Jahrhundert ist mit einem Lesepultaufsatz aus dem 18. Jahrhundert versehen, der einen Pelikan als Symbol für den Opfertod Christi trägt. Eine steinerne Gedenktafel erinnert an die drei im Ersten Weltkrieg Gefallenen aus Golzen.
Die Orgel ist ein Werk von Hermann Hildebrandt mit neun Registern auf einem Manual und Pedal. Die Spieltraktur ist mechanisch. Die Disposition lautet:
| Manual C–f3 |               |     |
| 1.          | Bourdon       | 16′ |
| 2.          | Principal     | 8′  |
| 3.          | Flöte dolce   | 8′  |
| 4.          | Gambe         | 8′  |
| 5.          | Octave        | 4′  |
| 6.          | Floete d'amur | 4′  |
| 7.          | Mixtur II-III |     |

| Pedal C–d1 |              |     |
| 8.         | Subbaß       | 16′ |
| 9.         | Principalbaß | 8′  |

- Pedal Coppel
- Calcant